# Ризик розпізнавання
Ри́зик розпізнава́ння — математичне сподівання втрат від помилок розпізнавання. Ризик розпізнавання визначають, припускаючи, що результати розпізнавання можна оцінити кількісно, наприклад, поставити у відповідність кожній помилці або відхиленню від правильного результату деяку втрату (штраф). Зокрема, якщо штраф дорівнює нулю при правильній відповіді і одиниці при будь-якому неправильному, ризик розпізнавання зводиться до ймовірності помилок при розпізнаванні.
У достатньо загальному вигляді ризик розпізнавання задається формулою:
{\displaystyle \!r(\delta )=\int \limits _{\dot {X}}{\sum \limits _{j=1}^{J}{L(j,\,k=\delta (x))p(j)\,p(x|j)dx}}}
де {\displaystyle \!X} — простір розпізнаваних сигналів {\displaystyle \!x}; {\displaystyle \!j=1,\,\ldots ,\,J} — номери дійсних класів сигналів; {\displaystyle \!k=1,\,\ldots ,\,K} — номери відповідей алгоритму розпізнавання {\displaystyle \!\delta (\cdot )}; {\displaystyle \!L(j,\,k)} — втрата при віднесенні сигналу класу {\displaystyle \!j} класу {\displaystyle \!k}; {\displaystyle \!p(j)} — апріорна ймовірність класів; {\displaystyle \!p(x|j)} — апріорна густина ймовірності: сигналів кожного класу. У розпізнаванні образів величина ризику розпізнавання служить одним з осі критеріїв для порівняння алгоритмів розпізнавання і вибору якнайкращого з них (дивись статистичні методи розпізнавання).
Якщо імовірнісні характеристики сигналів і класів не відомі, може бути використаний так званий емпіричний ризик розпізнавання, що є середніми втратами при розпізнаванні навчальної вибірки сигналів {\displaystyle \!x_{t}}, класи {\displaystyle \!j_{t}}, які задані {\displaystyle \!t=1,\,\ldots ,\,N}:
{\displaystyle \!r_{emp}(\delta )={\frac {1}{N}}\sum \limits _{t=1}^{N}{L(j_{t},k_{t}=\delta (x{}_{t}))}}
Окремим випадком емпіричної ризику розпізнавання є частота помилок для такої вибірки.
Р. Л. Гімельфарб